# Quartier des banques de Berlin

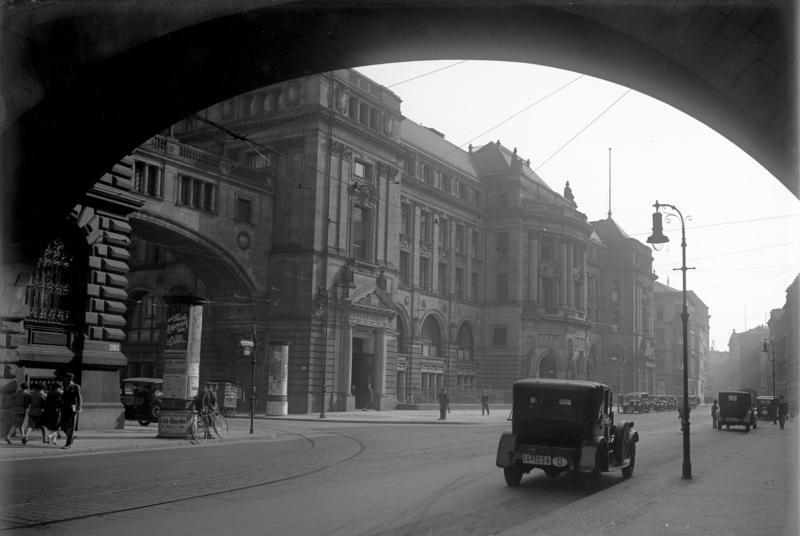
Siège de la Deutsche Bank en 1929, Mauerstraße, Berlin-Mitte

On appelle le quartier des banques de Berlin (Berliner Bankenviertel) un secteur de la ville dans lequel se concentraient les sièges de nombreuses banques et sociétés de gestion d'actifs allemandes. La partie centrale est le nord de Friedrichstadt, autour de Jägerstraße et Unter den Linden. Historiquement, le terme se rapporte au secteur de la Bourse de Berlin à Hackescher Markt, la Reichsbank de Hausvogteiplatz à Wilhelmstrasse.
Il y a eu un temps plus de 100 banques et leurs succursales, représentant le centre financier de l'Allemagne jusqu'en 1945. Fortement endommagé par la Seconde Guerre mondiale, le secteur est partiellement reconstruit après 1945. Pendant la RDA, la Banque d'État et la Deutsche Außenhandelsbank y ont leurs sièges. Après la réunification allemande, de nombreuses banques s'installent de nouveau ou retournent dans leurs anciens emplacements avec des représentations.

## Banques présentes

### Jusqu'en 1933
- Aktiengesellschaft A. Schaaffhausen’scher Bankverein zu Köln (Behrenstraße 21/22)
- Bank für Handel- und Grundbesitz
- Banque S. Bleichröder (Unter den Linden 51–53)
- Banque Hardy & Co. (Markgrafenstraße 36, Ecke Taubenstraße 19)
- Banque Magnus (Behrenstraße 46)
- Mendelssohn & Co (Jägerstraße 49/50)
- Berliner Bank AG, 1905 fusionné avec la Commerz- und Disconto-Bank (Behrenstraße 46)
- Berliner Handels-Gesellschaft (Behrenstraße 32/33)
- Commerz- und Disconto-Bank (Behrenstraße 46 /Charlottenstraße 47)
- Danat-Bank (Behrenstraße 5, Stammsitz Schinkelplatz 1–4)
- Delbrück, Schickler & Co. (Mauerstraße 61–65)
- Deutsche Bank (Mauerstraße 25–32, 39–42)
- Dresdner Bank (Behrenstraße 36–39)
- Hugo Oppenheim & Sohn, en 1912 Unter den Linden 78, en 1919 Pariser Platz 1
- Nationalbank für Deutschland, 1922
- Pommersche Hypotheken-Aktienbank, en 1905 Berliner Hypotheken-Bank (Behrenstraße 35)
- Preußische Central-Bodenkredit-AG
- Preußische Central-Genossenschaftskasse (Am Zeughaus 1/2) – aujourd'hui DZ Bank
- Preußische Hypotheken-Actienbank (Dorotheenstraße 35)
- Preußische Staatsbank (Markgrafenstraße 38)
- Privatbankhaus Gebrüder Arons (Mauerstraße 34)
- Reichsbank
- R. Oppenheim & Sohn, 1869 au Behrenstraße 54
- Société Disconto, fusionnée en 1929 avec la Deutschen Bank (Behrenstraße 42–45)

### Banques après 1945
- Deutsche Handelsbank AG (Jägerstraße 49/50)

### Banques après 1990
- Banque Löbbecke (Behrenstraße 36)
- Berliner Bank (Behrenstraße 36–39)
- BHF-Bank (Französische Straße 9–12)
- Deutsche Bank (Unter den Linden 13–15)
- Deutscher Sparkassen- und Giroverband („Sparkassenhaus“ Behrenstraße 46)
- Dexia Kommunalbank Deutschland AG (Charlottenstraße 82)
- DZ Bank (Pariser Platz 3)
- Dresdner Bank (Pariser Platz 6, Eugen-Gutmann-Haus)
- Kreditanstalt für Wiederaufbau (Charlottenstraße 33/33a)
- Rheinische Hypothekenbank / Commerzbank (Pariser Platz 7, Haus Sommer)

## Source, notes et références
- (de) Cet article est partiellement ou en totalité issu de l’article de Wikipédia en allemand intitulé « Berliner Bankenviertel » (voir la liste des auteurs).